# Arcizac-Adour
Arcizac-Adour è un comune francese di 528 abitanti situato nel dipartimento degli Alti Pirenei nella regione dell'Occitania.

## Società

### Evoluzione demografica
Abitanti censiti